# U-127

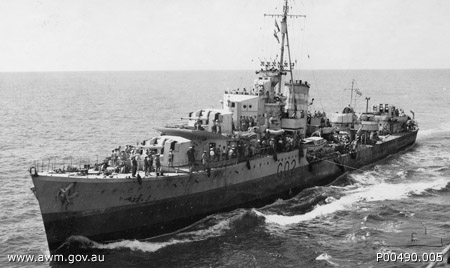
Contratorpedeiro HMAS Nestor (G02).

O Unterseeboot 127 foi um submarino alemão do tipo IXC de longo alcance, pertencente à Kriegsmarine que foi utilizado durante a Segunda Guerra Mundial.
O submarino foi afundado por cargas de profundidade lançada pelo contratorpedeiro australiano HMAS Nestor (G02) na região oeste de Gibraltar. Não houve sobreviventes, todos os 51 tripulantes incluindo o capitão Bruno Hansmann desapareceram junto com o U-boat.